# Éric Millot
Éric Millot (* 12. Dezember 1968 in Reims) ist ein ehemaliger französischer Eiskunstläufer, der im Einzellauf startete.
Millot wurde von 1990 bis 1993 viermal in Folge französischer Meister im Eiskunstlauf der Herren. Sein größter Erfolg war der Gewinn der Bronzemedaille bei der Europameisterschaft 1993. Er zeigte als erster eine Dreifachrittberger-Dreifachrittberger-Sprungkombination in einem Wettbewerb. Seine beste Platzierung bei Weltmeisterschaften war Platz fünf, den er 1994 und 1995 erreichte. Er nahm zweimal an Olympischen Spielen teil, 1992 in Albertville wurde er 15. und 1994 in Lillehammer Siebter. 1997 beendete er seine Amateurkarriere und wurde Profi. Millot wurde von Annick Gailhaguet und Pierre Trente trainiert.
1992 heiratete er seine Frau Valerie. Das Paar hat seit 1994 eine Tochter Marie. Die Familie lebt zurzeit in Palm Springs, Kalifornien, USA.

## Ergebnisse
| Wettbewerb / Jahr            | 1989 | 1990 | 1991 | 1992 | 1993 | 1994 | 1995 | 1996 | 1997 |
| ---------------------------- | ---- | ---- | ---- | ---- | ---- | ---- | ---- | ---- | ---- |
| Olympische Winterspiele      |      |      |      | 15.  |      | 7.   |      |      |      |
| Weltmeisterschaften          |      |      | 9.   |      | 7.   | 5.   | 5.   | 7.   | 12.  |
| Europameisterschaften        | 13.  | 19.  | 4.   | 8.   | 3.   | 4.   | 5.   | 8.   |      |
| Französische Meisterschaften | 2.   | 1.   | 1.   | 1.   | 1.   | 2.   | 2.   | 2.   |      |